# Franz Rottensteiner
Franz Rottensteiner (ur. 18 stycznia 1942 w Waidmannsfeld) – austriacki wydawca i krytyk fantastyki.

## Życiorys
Rottensteiner urodził się w Waidmannsfeld. Studiował dziennikarstwo i filologię angielską na Uniwersytecie Wiedeńskim, uzyskując doktorat w 1969. Przez piętnaście lat pracował jako bibliotekarz i redaktor w Österreichisches Institut für Bauforschung w Wiedniu. Dodatkowo dokonywał przekładów literatury science fiction na język niemiecki, tłumacząc powieści takich twórców, jak: Herbert W. Franke, Stanisław Lem, Philip K. Dick, Kōbō Abe, Cordwainer Smith i Brian Aldiss.
Od 1980 do 1998 był doradcą w Suhrkamp Verlag w związku z serią Phantastische Bibliothek, w której ukazało się około trzystu tytułów. W sumie Rottensteiner wydał około pięćdziesięciu antologii, dwie ilustrowane książki (The Science Fiction Book w 1975 i The Fantasy Book w 1978).
Był agentem Stanisława Lema na rynkach zachodnich. Prowadzona przez niego promocja pisarza (do 1995) była jednym z czynników, dzięki któremu polski twórca zyskał popularność w USA.
Rottensteiner był redaktorem Quarber Merkur, czołowego niemieckojęzycznego czasopisma science fiction od 1963. W 2004, przy okazji setnej rocznicy powstania tego czasopisma, otrzymał nagrodę Kurd-Laßwitz-Preis.